# Bembidion horni
Bembidion horni är en skalbaggsart som beskrevs av Hayward. Bembidion horni ingår i släktet Bembidion och familjen jordlöpare. Inga underarter finns listade i Catalogue of Life.

## Bildgalleri

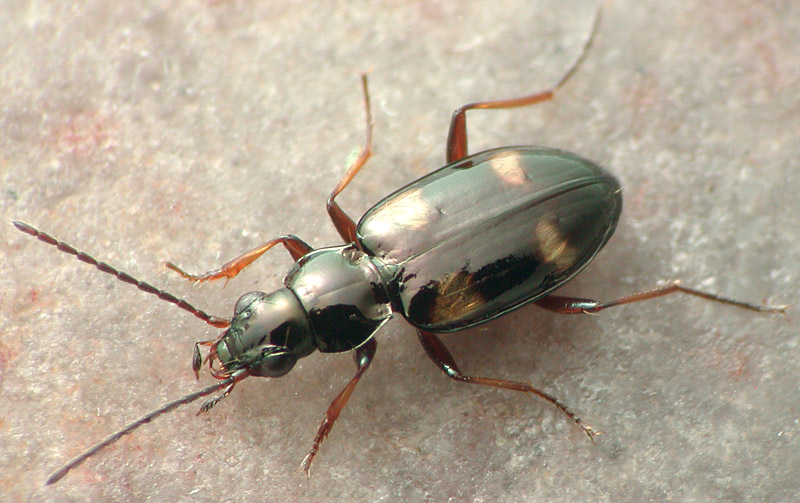